# Godfred Karikari
Pour les articles homonymes, voir Karikari.
Godfred Karikari, né le 11 mars 1985 à Kumasi au Ghana, est un footballeur international hongkongais d'origine ghanéenne au poste d'attaquant.
Il compte six sélections en équipe nationale depuis 2012. Il joue actuellement pour le club chinois de Beijing Baxy.

## Biographie

### Carrière internationale
Godfred Karikari est convoqué pour la première fois par le sélectionneur national Ernie Merrick pour un match amical face à Singapour le 1er juin 2012. Il sort à la 67e minute à la place de Tsz Chun Leung (victoire 1-0).
Il compte 6 sélections et zéro but avec l'équipe de Hong Kong depuis 2012. Il ouvre son compteur en sélection nationale en inscrivant un jli but en solitaire contre le Bhoutan, match comptant pour les Eliminatoires de la Coupe du monde 2018 sur  le lourd score de 7-0 pour Hong-Kong.

## Palmarès

### En club
- Avec le Henan Jianye :
  - Champion de Chine de D2 en 2013